# Space Pirate Captain Harlock (Film)
Space Pirate Captain Harlock (jap. キャプテンハーロック –SPACE PIRATE CAPTAIN HARLOCK–, Uchū Kaizoku Kyaputen Hārokku) ist ein japanischer Animationsfilm von Shinji Aramaki basierend auf dem gleichnamigen Manga von Leiji Matsumoto.
Der Film feierte am 3. September 2013 bei den Internationalen Filmfestspielen von Venedig seine Premiere, kam vier Tage später in die japanischen Kinos und hatte am 22. August 2014 seine Videopremiere in Deutschland.

## Handlung
In ferner Zukunft hat die Menschheit mit überlichtschnellen Raumschiffen zahllose Planeten besiedelt, doch deren Ressourcen sind verbraucht und nur die Erde selbst scheint noch dauerhaft Leben zu ermöglichen. Doch sie hat zu wenig Platz für alle. Ein gnadenloser, langer „Heimatkrieg“ entbrannte, aus dem eine totalitäre Regierung (Gaia Sanction) hervorging. Seither ist die Erde ein für alle verbotenes Heiligtum, der Frieden ist dauerhaft. Nur der Weltraumpirat Captain Harlock kämpft gemeinsam mit seiner Crew auf dem Raumschiff Arcadia erfolgreich gegen ganze Raumflotten der Regierung. Die Technologie einer fast ausgestorbenen Alienrasse macht sie unsterblich und ihr Raumschiff unbesiegbar.
Die Filmhandlung beginnt hundert Jahre später. Der Flottenkommandant Isora Daiba schleust seinen jüngeren Bruder Yama als Agenten in das Team des Piraten ein. Isora ist seit einem von Yama verursachten Unfall querschnittsgelähmt und zutiefst verbittert. In der Folge erfährt Yama Loyalitätskonflikte. Einerseits fühlt er sich eingedenk seiner Schuld dem Bruder trotz dessen Kälte verpflichtet. Doch an Bord der Arcadia freundet er sich schnell mit der Mannschaft an, die aus sehr unterschiedlichen Charakteren besteht; darunter bleiben vor allem der dicke, kampfstarke Maat Yattaran und die schöne Navigatorin Kei im Gedächtnis. Yama beeindruckt auch der Heldenmut und die Treue des Kapitäns. Als Harlock ihn als Agent enttarnt, ihn aber dennoch frei entscheiden lässt, unterbricht Yama den Kontakt zu seinen Führungsagenten – nun ist er selbst ein Pirat.
Später erfährt er jedoch von Harlocks großem Plan: Der Pirat hat 100 Sprengköpfe gestohlen, die er nun im Universum verteilt. Wenn sie gleichzeitig zünden, würde das Raum-Zeit-Gefüge destabilisiert und ein neuer Urknall ausgelöst. Dann soll sich eine neue Menschheit entwickeln, die die Fehler der alten nicht wiederholen würde. Diesen Kataklysmus kann Yama nicht akzeptieren. Er wechselt nochmals die Seiten und hilft seinem Bruder, die Arcadia zu entern und die Piraten zu verhaften.
Isoras Plan ist aufgegangen. Nun verrät er Yama auch das düstere gemeinsame Geheimnis des Piraten und der Regierung: Harlock hatte einst mit dem Einsatz seiner Alienwaffe versucht, die Besiedlung der „heiligen“ Erde durch korrupte Mitglieder von Gaia Sanction zu verhindern; dabei wurde die irdische Biosphäre vernichtet. Die Regierung hält das in ihrem eigenen Interesse geheim und spiegelt der Menschheit seit hundert Jahren mithilfe holographischer Satelliten das Bild einer unzerstörten Erde vor. Auch Harlock spricht nie davon; seine Schuldgefühle veranlassen ihn, den radikalen „Neuanfang“ anzustreben.
In der Klimax des Films befreit Yama die Gefangenen kurz vor deren Hinrichtung und überzeugt alle, dass das hundertjährige Geheimnis aufgegeben werden muss. Die Arcadia fliegt zur Erde und zerstört trotz massiver Gegenwehr die Hologrammsatelliten. Isoras Flaggschiff Oceanos entert dabei das Piratenschiff, es kommt zum Kampf Mann gegen Mann. Gleichzeitig versucht die in die Enge getriebene Regierung, die komplette Erde samt beiden Schiffen mit einer Superwaffe zu vernichten. Isora kann das verhindern. Während die Arcadia auf der Erde notlandet, finden die beiden Brüder schließlich zusammen; Isora stirbt in Yamas Armen.
Zuletzt sorgt die Alientechnologie dafür, dass Mannschaft und Schiff wiederhergestellt werden; die Arcadia nimmt ihren Kampf wieder auf. Yama ist nun ihr erster Offizier. Auf der Erde hatte er lebende Blumen gefunden. Das Leben scheint sich zu erholen, Harlocks „Neuanfang“ kann verschoben werden. Aber die Bomben sind platziert, und die Piraten haben den Zünder – für alle Fälle.

## Hintergrund

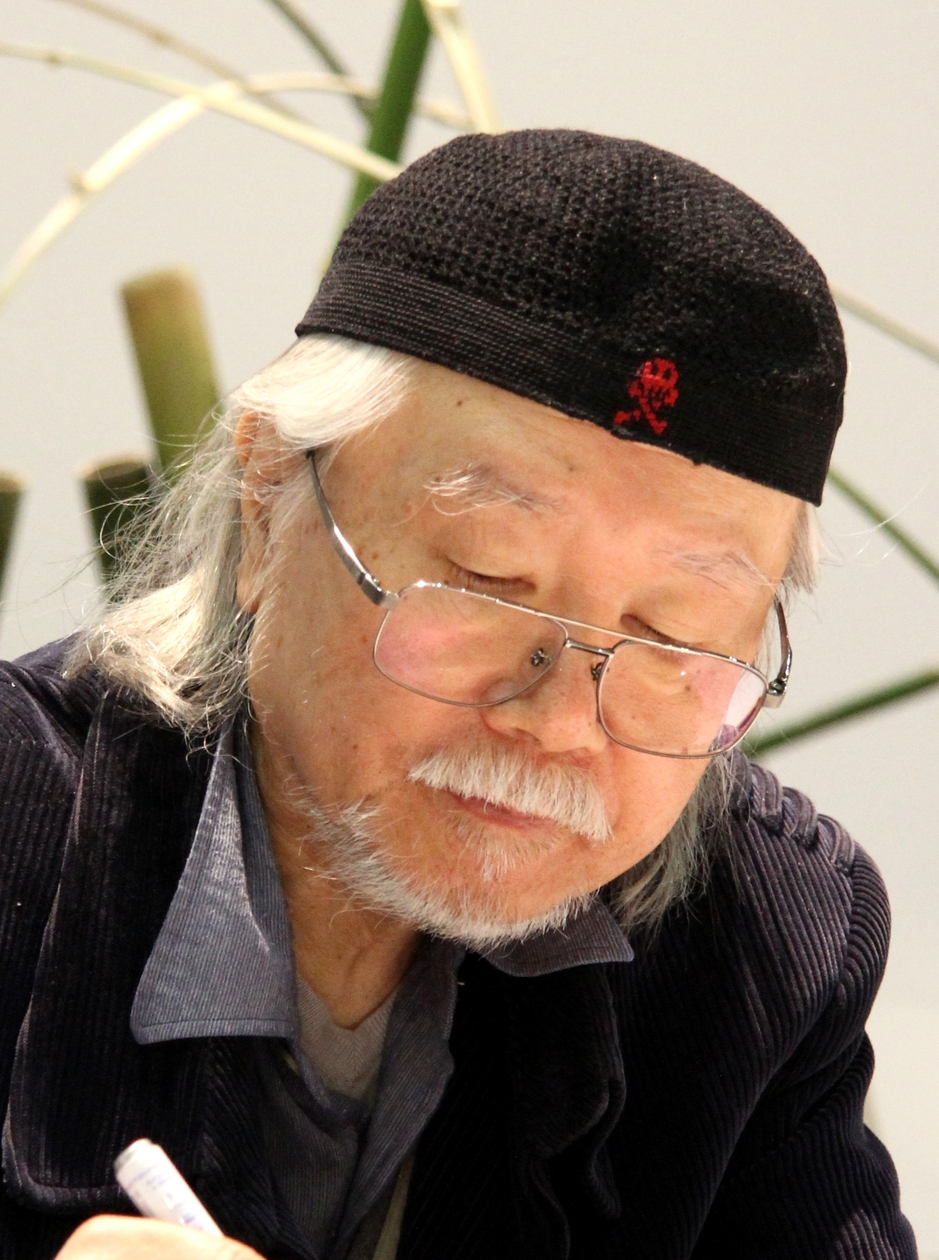
Der Autor der Vorlage: Leiji Matsumoto (2014)

Der Film basiert auf der gleichnamigen Manga-Serie Space Pirate Captain Harlock von Leiji Matsumoto. Die Geschichte der Manga-Reihe wurde bereits 1978 unter der Regie von Rintarō als 42-teilige Anime-Fernsehserie produziert, die erstmals vom 14. März 1978 bis zum 13. Februar 1979 in Japan durch TV Asahi ausgestrahlt wurde. Zudem gab es 1978 und 1982 zwei Kinofilme, die auf dem Stoff basierten.

## Kritiken
Timo Wolters von filmrezensionen.net ist besonders von der Bild- und Tonqualität des Films begeistert und kommt zum Fazit: „Visuell ist Space Pirate Captain Harlock vermutlich das aufwändigste und beeindruckendste, das in den letzten Jahren am Computer entstanden ist. Da verzeiht man sogar, dass die Geschichte etwas verkompliziert erzählt wird, obwohl sie eigentlich simpel daherkommt.“

## Einspielergebnis
In Japan erreichte Space Pirate Captain Harlock am ersten Wochenende des Kinostarts in Bezug auf die Einnahmen an den Kinokassen Platz 2. In nur wenigen europäischen Ländern konnte sich der Film an seinem Startwochenende in den Kinos auf den vorderen Plätzen bei den Ticketverkäufen platzieren.

## Auszeichnungen
Bei den 3D Creative Arts Awards 2014 wurde Space Pirate Captain Harlock als Bester Internationaler 3D-Animationsfilm ausgezeichnet und wurde im gleichen Jahr als Bester Animationsfilm für die Awards of the Japanese Academy nominiert. Die englische Synchronsprecherin Jessica Boone wurde 2015 bei den Behind the Voice Actors Awards für ihren Gesang in der Hauptrolle der Kei Yuki mit dem Special Voice Acting Award geehrt.

## Synchronisation
| Rolle           | japanischer Sprecher | deutscher Sprecher |
| --------------- | -------------------- | ------------------ |
| Yama / Logan    | Haruma Miura         | Nico Sablik        |
| Captain Harlock | Shun Oguri           | Sven Gerhardt      |
| Miime           | Yū Aoi               | Anja Nestler       |
| Kei Yuki        | Miyuki Sawashiro     | Esra Vural         |
| Nami            | Maaya Sakamoto       | Anita Hopt         |
| Isora           | Toshiyuki Morikawa   | Peter Lontzek      |
| Tori            | Ayano Fukuda         |                    |
| Yattaran        | Arata Furuta         | Christoph Banken   |
| Alter Mann      | Kiyoshi Kobayashi    | Kaspar Eichel      |
| Großer Minister | Chikao Ōtsuka        | Rainer Gerlach     |

## Soundtrack
Der Original-Soundtrack zum Film Space Pirate Captain Harlock stammt von Tetsuya Takahashi, sowie Kuniyuki Morohashi und Naoyuki Horiuchi als Ko-Komponisten, sowie einem Gesangsstück von Tokiko Katō, und umfasst 30 Lieder.
Titelliste des Soundtracks
1. Densetsu (Tetsuya Takahashi) – 1:37
2. Ai wa Anata no Mune ni: L’amour dans ton coeur (Text, Komposition und Gesang: Tokiko Katō) – 5:32
3. Uchū Kaizoku (Tetsuya Takahashi) – 1:10
4. Kaizoku no Hata no Moto ni (Tetsuya Takahashi) – 3:14
5. Tsuioku (Tetsuya Takahashi) – 0:43
6. Saigo no Hitori (Tetsuya Takahashi) – 1:48
7. Seiiki (Kuniyuki Morohashi) – 1:50
8. Wakusei Tokāga (Tetsuya Takahashi) – 1:34
9. Toki no Musubime (Tetsuya Takahashi) – 1:49
10. Kizu (Tetsuya Takahashi) – 2:12
11. Taiji – Dasshutsu (Tetsuya Takahashi) – 2:19
12. Gaia Fleet (Kuniyuki Morohashi) – 1:58
13. Caleidostar (Tetsuya Takahashi) – 1:34
14. Hangeki (Tetsuya Takahashi) – 2:20
15. Come Home Sensō (Kuniyuki Morohashi) – 4:15
16. Arcadia-gō, Daho (Tetsuya Takahashi) – 2:06
17. Nami to Isora (Tetsuya Takahashi) – 1:57
18. Nami no Message (Tetsuya Takahashi) – 2:08
19. Shikei Shikkō (Tetsuya Takahashi) – 2:21
20. Jiyū (Tetsuya Takahashi) – 3:11
21. Shinjitsu o Tsutaero (Tetsuya Takahashi) – 2:36
22. Kibō (Kuniyuki Morohashi) – 2:32
23. Okeanos! (Naoyuki Horiuchi) – 3:05
24. Yama to Isora (Kuniyuki Morohashi) – 2:04
25. Jovian Blaster (Tetsuya Takahashi) – 2:30
26. Dark Matter Kikan (Tetsuya Takahashi) – 1:41
27. Daichi e (Tetsuya Takahashi) – 1:29
28. Keishō - Hasshin (Tetsuya Takahashi) – 3:27
29. Sora o Tsugumono (Tetsuya Takahashi) – 3:31
30. Captain Harlock Main Thema (Tetsuya Takahashi) – 1:48

Das Titellied Be the light von One Ok Rock erschien auf deren Album Jinsei×Boku= am 6. März 2013.